# 十屋幸平
十屋 幸平（とや こうへい、1954年〈昭和29年〉7月5日 - ）は、日本の政治家。元宮崎県日向市長（2期）。

## 来歴
宮崎県日向市に生まれる。日向市立富高小学校、日向市立日向中学校、宮崎県立日向工業高等学校卒業。
1977年（昭和52年）3月、九州共立大学工学部卒業。同年4月、消火器の販売業社に入社。1980年（昭和55年）4月、有限会社誠交食品に転職。1990年（平成2年）10月、同社の代表取締役に就任。
1995年（平成9年）、日向市議会議員に初当選。2003年（平成15年）3月、宮崎県議会議員に初当選。
2011年（平成23年）、県議会副議長に就任。県議時代は自由民主党に所属した。
2016年（平成28年）3月の日向市長選に出馬し、現職で4期目を目指した黒木健二に7498票差をつけ初当選。
2020年（令和2年）3月の同選挙で再選。
2024年（令和6年）3月の同選挙に3期目を目指し出馬するが元県議の西村賢に敗れ落選。

## 市政
- 2020年（令和2年）5月7日、新型コロナウイルス対策の財源に充てるため、自身、副市長、教育長の6月期末手当を20％減額すると発表した[6]。